# Carrer de l'Aigua (Vilanova i la Geltrú)
El Carrer de l'Aigua és un carrer catalogat com a monument del municipi de Vilanova i la Geltrú (Garraf) i protegit com a bé cultural d'interès local.

## Descripció
El carrer comença a la plaça de Ntra. Sra. de les Neus i s'estén fins als jardins Alexandre de Cabanyes.
En general és format per cases senzilles de planta baixa i dos pisos, amb portals de pedra. Són edificacions senzilles però que presenten una certa homogeneïtat i que conviuen amb altres de caràcter més sumptuós, amb vestíbuls interessants. A mesura que el carrer s'allunya de la Rambla Principal les cases esdevenen més humils.

## Història
Conserva la major part dels seus edificis. A partir de la lectura de les llindes es pot seguir el procés de construcció (1785, 1792, 1820, 1859, 1862, 1863, 1864, 1885). També es pot relacionar amb la construcció de la veïna església de Sant Antoni Abat i amb la urbanització de la Rambla Principal. En aquest carrer bastiren les seves residències importants famílies vilanovines, com la dels Creus, els Ferre Vidal i els Girona. Entre els anys 1859 i 1875 Leandre Creus va establir-hi la impremta i llibreria, on s'editava el "Diario de Villanueva y la Geltrú". Per a la construcció de la casa Girona, l'any 1862, es va aprofitar la pedra procedent de l'enderrocament de la torre del castell de la Geltrú. Al final del carrer hi hagué, entre els anys 1875 i 1901 la fàbrica de teixits "Samà, Bresca i Cia".